# Desmond Mason
Desmond Tremaine Mason (* 11. Oktober 1977 in Waxahachie, Texas) ist ein ehemaliger US-amerikanischer Basketballspieler, der von 2000 bis 2009 in der National Basketball Association (NBA) aktiv war.

## Karriere
Mason spielte College-Basketball für die Oklahoma State University. Im NBA-Draft 2000 wurde er an 17. Stelle von den Seattle SuperSonics ausgewählt und am Ende seiner Debütsaison in das NBA All-Rookie Second Team berufen. Zudem gelang es ihm in derselben Spielzeit als erster Sonics-Spieler der Geschichte der Franchise, den NBA Slam Dunk Contest zu gewinnen.
Im dritten NBA-Jahr kam Mason auf 14,1 Punkte, 6,4 Rebounds und 2,4 Assists bei den Sonics, ehe er im Jahr 2003 zusammen mit Gary Payton zu den Milwaukee Bucks transferiert wurde. Im Austausch wechselten Ray Allen und Ronald Murray zu den Sonics. Mason spielte drei gute Jahre in Milwaukee und erreichte in der Saison 2004/05 mit 17,2 Punkten pro Spiel seinen besten Karrierewert.
Am 26. Oktober 2005 wechselte er im Austausch für Jamaal Magloire zu den New Orleans Hornets. Seine letzten NBA-Stationen waren erneut die Bucks, die Oklahoma City Thunder und die Sacramento Kings.
Neben seinen Fähigkeiten auf dem Basketballparkett ist Mason ein ausgebildeter Künstler und Schauspieler.